# Cruzado (moneda)
El cruzado fue una moneda de oro de baja ley que acuñó Enrique II de Castilla en 1369: (Colmenares, historia de Segovia, cap. 26). 
Valía un maravedí y 3 reales cada uno. Causó tal daño que en las cortes celebradas en Toro el año de 1371 se hizo ver que por su causa se habían encarecido los géneros y se mandó que el cruzado, en vez de un maravedí, valiese dos cornados y en el año de 1373 se publicó nuevo ordenamiento volviendo la moneda vieja a su antiguo valor. (Crónica de D. Enrique II).